# Samuel Smith (Politiker, 1752)

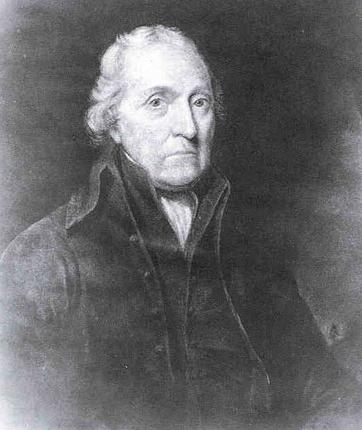
Samuel Smith

Samuel Smith (* 27. Juli 1752 in Carlisle, Province of Pennsylvania; † 22. April 1839 in Baltimore, Maryland) war ein US-amerikanischer Offizier und Politiker, der den Bundesstaat Maryland in beiden Kammern des Kongresses vertrat.

## Leben und militärische Laufbahn
Samuel Smith zog mit seiner Familie 1759 nach Baltimore. Er besuchte eine Privatschule und war als Händler tätig, ehe er nach Beginn des Unabhängigkeitskrieges der Kontinentalarmee beitrat. Dort brachte er es bis zum Lieutenant Colonel. Nach dem Krieg arbeitete er im Schifffahrtsgewerbe.
Als 1794 ein Krieg mit Frankreich drohte, wurde Smith zum Brigadegeneral der Miliz von Maryland berufen; während der Whiskey-Rebellion kommandierte er die Streitkräfte seines Staates. Nach dem Ausbruch des Britisch-Amerikanischen Krieges diente er als Generalmajor in der Miliz, wobei er die Verteidigung von Baltimore und Fort McHenry organisierte. Der Sieg der US-Streitkräfte geht zu einem großen Teil darauf zurück, dass Smith die Vorkehrungen für die britische Invasion getroffen hatte.

## Politik
Sein erstes Mandat hatte Samuel Smith zwischen 1790 und 1792 als Abgeordneter des Abgeordnetenhauses von Maryland inne. Am 4. März 1793 zog er ins US-Repräsentantenhaus ein, dem er bis zum 3. März 1803 angehörte; dort war er Vorsitzender des Handelsausschusses (Committee on Commerce and Manufactures).
Im Jahr 1802 wurde er dann für die Demokratisch-Republikanische Partei in den Senat der Vereinigten Staaten gewählt, wo er nach einer Wiederwahl bis zum 3. März 1815 verblieb. Von Dezember 1805 bis November 1808 war er dabei der Präsident pro tempore.
Am 31. Januar 1816 kehrte er ins Repräsentantenhaus in Washington, D.C. zurück; dort trat er die Nachfolge des zurückgetretenen Nicholas Ruxton Moore an. Seine Amtszeit in der Parlamentskammer endete am 17. Dezember 1822, als er wiederum in den US-Senat wechselte. Hier nahm er den Platz des verstorbenen William Pinkney ein. Von Mai 1828 bis Dezember 1831 war er erneut der Präsident pro tempore sowie Vorsitzender des Finanzausschusses.
Smith schied am 3. März 1833 endgültig aus dem Senat aus. Zwei Jahre später wurde er Bürgermeister von Baltimore, was er bis 1838 blieb; danach setzte er sich zur Ruhe und starb im Jahr darauf.
Samuel Smiths jüngerer Bruder Robert diente unter den Präsidenten Thomas Jefferson und James Monroe als Außen- und Marineminister.